# 앨런 콜린스
라킨 앨런 콜린스 주니어(영어: Larkin Allen Collins Jr., 1952년 7월 19일 ~ 1990년 1월 23일)은 미국의 기타리스트이자 서던 록 밴드 레너드 스키너드의 창립 멤버 중 한 명이었다. 그는 밴드의 많은 곡들을 프론트맨이자 오리지널 리드 싱어인 로니 반 잰트와 공동 작곡했다.